# Oreste de Jérusalem
Oreste fut patriarche de Jérusalem à partir de 986 et mourut à Constantinople vers 1005. C'est également un hagiographe.

## Éléments biographiques
Grec sans doute originaire de Sicile (au Xe siècle sous domination arabo-musulmane), il fréquenta le milieu monastique de Calabre et y connut personnellement Sabas le Jeune, dont il fit l'hagiographie. Selon une chronique tardive, son père fut « præpotens dux Abelinæ » (premier magistrat d'Avellino, en Campanie). Il avait un frère nommé Arsène et une sœur nommée Marie. Peut-être migrèrent-ils en Égypte quand les Fatimides de Mahdia, suzerains de la Sicile musulmane, conquirent ce pays (969), puis s'installèrent au Caire (973). Toujours est-il que Marie devint la favorite, et sans doute l'épouse, du calife al-Aziz, et la mère d'al-Hakim (né en 985). Arsène fut fait métropolite du Caire (pour l'Église melkite), et Oreste patriarche de Jérusalem (ville conquise également par les Fatimides), intronisé entre le 15 janvier et le 3 février 986. Après la mort d'Élie Ier, en l'an 1000, Arsène devint patriarche melkite d'Alexandrie.
Au début de l'année 1000, Oreste, oncle du calife al-Hakim, fut envoyé à Constantinople par l'eunuque Bardjawan, qui assurait alors la régence, à la tête d'une délégation chargée de négocier une trêve avec l'empereur Basile II. Avant de partir, il confia l'administration du siège de Jérusalem à son frère Arsène, qui pour un temps géra les deux patriarcats. L'ambassade voyagea d'ailleurs par voie de terre, et passa par Antioche, où Oreste fut accueilli par son collègue le patriarche Jean III, qui lui céda le droit à une redevance annuelle perçue jusqu'alors par le patriarcat d'Antioche sur l'Église géorgienne. Oreste resta à Constantinople jusqu'à sa mort vers 1005.

## Œuvre
Oreste est l'auteur de deux textes hagiographiques relatifs à une famille d'ascètes chrétiens, Christophe de Collesano et ses deux fils Sabas et Macaire : Βίος καὶ πολιτεία τῶν ὁσίων πατέρων ἡμῶν Χριστοφόρου καὶ Μακαρίου et Βίος καὶ πολιτεία τοῦ ὁσίου πατρὸς ἡμῶν Σάβα τοῦ Νέου. La famille était donc sicilienne, de la région de Palerme, et le père, après une vision, entra au monastère Saint-Philippe-d'Agira, près d'Enna, bientôt rejoint par ses fils, puis se fit ermite dans la même région ; sa femme Kali fonda de son côté un couvent féminin. Mais une disette survint (probablement après l'écrasement d'une révolte par le gouverneur musulman Khalil ibn Ishaq, en 939/40), et Christophe, sa famille, les moines et les sœurs quittèrent la Sicile pour la Calabre, où ils fondèrent un monastère Saint-Michel dans la vallée du Lao. Des attaques musulmanes sur la Calabre les contraignirent en 952 à abandonner ce site et à gagner la Basilicate, où ils créèrent un monastère Saint-Laurent sur le Sini. Christophe y mourut et y fut enseveli. Ensuite Sabas et Macaire fondèrent d'autres monastères en Basilicate et en Campanie. Sabas, qui fut ermite comme son père en plusieurs périodes, joua aussi un rôle politique dans l'Italie divisée et troublée de l'époque, servant d'intermédiaire entre le catépan byzantin, le duc Manson Ier, l'empereur Othon II. Il mourut vers 990 et son frère Macaire lui survécut dix ans.
Oreste a connu personnellement Sabas le Jeune en Italie. Les deux hagiographies ont d'ailleurs un caractère nettement différent : alors que la Vie de Sabas a un cadre chronologique précis et fait référence à des événements et des personnages historiques, la Vie de Christophe et de Macaire est beaucoup plus dénuée de repères (c'est surtout une Vie de Christophe, Macaire faisant l'objet d'un éloge à la fin, § 20-23). La première a dû être écrite après la mort de Sabas vers 990, la seconde après celle de Macaire. Ces textes ont été conservés dans un seul manuscrit, le Vatic. gr. 2072, provenant de la bibliothèque du monastère basilien de Sant'Elia, à Carbone (Basilicate). Ils font partie d'un ensemble de Vies concernant des moines de l'époque ayant commencé leur carrière à Saint-Philippe-d'Agira, en Sicile musulmane, puis s'étant réfugié en Calabre.
Selon Gianfranco Fiaccadori, Oreste pourrait également avoir rédigé, lors de son long séjour à Constantinople, la Vie de saint Grégence, évêque de Zafar.

## Édition
- Joseph Cozza-Luzi (éd.), Historia et laudes SS. Sabæ et Macarii juniorum e Sicilia auctore Oreste patriarcha Hierosolymitano, Rome, 1893.